# Canal 12 (El Salvador)
Canal 12 es un canal de televisión abierta salvadoreño. Maneja producciones en su mayoría de carácter nacional, así como películas y telenovelas internacionales. Actualmente es propiedad de la transnacional de medios Albavisión, a través de la empresa Red Salvadoreña de Medios (RSM) que son Radio Sonora, junto con su canal hermano TUTV.

## Historia
Canal 12 de El Salvador surge el 15 de diciembre de 1984 utilizando el lema La señal salvadoreña, siendo su primer propietario el Lic. Félix Castillo Mayorga, quien proyectaba un canal moderno, con fuertes relaciones con el Canal 3 de Guatemala y como claro competidor de Telecorporación Salvadoreña. El tema musical del canal era interpretado en marimba y se llamaba Allí te nació la patria. Nació con el ideal de ser un canal competitivo diferente a los existentes en ese entonces, principalmente los de Telecorporación Salvadoreña. El primer presidente del canal fue Julio Rank, quien estuvo encargado de mantener este ideal a través de programas enlatados de producción estadounidense los cuales estaban distribuidos en programas musicales, teleseries y películas.
Las primeras instalaciones de Canal 12 estaban ubicadas en la Avda. Las Acacias, Colonia San Benito, en una casa residencial que fue acondicionada para funcionar como canal de televisión. Lamentablemente, el Sr. Castillo Mayorga falleció en un accidente aéreo el 3 de octubre de 1985, siendo adquirido Canal 12 por Jorge Emilio Zedán Ortiz y su familia, quienes continuaron el proyecto con una visión parecida de competir frente a TCS. Sus primeros ejecutivos fueron Julio Rank (Gerente General), Orlando Lorenzana (Gerente de Ventas), Alexander Amaya (jefe de Producción) y Oscar Romeo Guzmán (ingeniero de mantenimiento).
En septiembre de 1985 se comienza a realizar la producción nacional en las instalaciones de la Colonia San Benito, bajo la dirección del periodista chileno-salvadoreño Narciso "Nacho" Castillo Hernández.
El primer germen de cobertura noticiosa lo formaban unas cintillas de texto que se pasaban a las 7.00 p.m. y a las 8.00 p.m. con un resumen de las noticias del día con sonido de teletipos. Cuando sucedió el asesinato de los marines de EE. UU. en la llamada "Zona Rosa", el 19 de junio de 1985, el canal todavía no contaba con un equipo de prensa ni con un espacio noticioso, pero el éxito de esa cobertura por el personal de estudio ocasionó unos meses después, que el 13 de septiembre de 1985 se abriera el espacio de noticias conocido como Al Día (hoy Noticiero Hechos), que se caracterizó por una cobertura imparcial de la noticia, creando muy buena acogida en la audiencia. 
El primer director de la sección de Prensa fue el periodista chileno Narciso "Nacho" Castillo Hernández. Unos meses después de haber iniciado este espacio noticioso, el canal fue adquirido por la familia Zedán, dando así inicio la segunda etapa de su historia.
Algunos empresarios vinculados a la Democracia Cristiana y periodistas salvadoreños asesorados por periodistas y expertos de nacionalidad chilena crearon una empresa llamada Salvadoreña de Televisión con la cual compraron dos franjas de Canal 12: una orientada a transmitir noticias, que es donde nace Noticiero al Día (hoy Noticiero Hechos) con sus tres emisiones y dos meses después es creada la franja de la mañana bajo el nombre de Buenos Días (hoy Hola El Salvador) que consistía en una emisión noticiosa, una entrevista a profundidad con Salvador Castellanos y más tarde se creó un espacio dedicado a atender problemas de la comunidad que se denominó "Comunidad al día" de una hora de duración.
La idea de transmitir enlatados estadounidense es reemplazada por producción nacional donde se buscó el desarrollo del talento nacional y además de ello, hacer televisión profesional, democrática y pluralista.
Los eslóganes de La señal salvadoreña y Por que lo hacemos aquí dieron inicio a partir de la nueva programación del canal, con programas como Telepirata, Tierra de infancia, El show del Tío Memo y la Tía Bubú y los principales que eran Noticiero al Día y Buenos Días.
En 1985, bajo el liderazgo del empresario salvadoreño-palestino Jorge Emilio Zedán Ortiz (1935-2012), Canal 12 inició una segunda fase de su historia, rompe con los esquemas tradicionales de la televisión salvadoreña, con su frase publicitaria Canal 12 se atreve logró ocupar un lugar en la mente de los salvadoreños, especialmente desde el ámbito noticioso, pues tal y como lo expresaba su segundo eslogan, se atrevió a presentar contenidos de una forma como nunca se había visto antes en el país, a través de su noticiero y a la gran cantidad de programas que eran producidos en sus estudios, llegando a totalizar unos 24 programas que se tenían que producir para la programación semanal, por lo que su lema cambió a Lo hacemos aquí. Unos meses después de iniciar la etapa Zedán, las instalaciones de Canal 12 fueron trasladadas a otra gran casa residencial ubicada en la Avda. Las Magnolias 159, siempre en la Colonia San Benito, la cual también se acondicionó para funcionar como estación de televisión, teniendo que construirse 2 estudios y un teatro para programas en vivo con audiencia.
Fue hace más de 25 años cuando en medio de la guerra civil de El Salvador, donde un grupo de periodistas se inician en la tarea de formar un canal en donde la columna vertebral del mismo sean las informaciones del acontecer nacional en ese momento crucial y transcendente de la historia salvadoreña.
Es así como el 13 de septiembre de 1985 sale al aire el Noticiero Al Día, que desde su comienzo se colocó en el de mayor audiencia en su transmisión nocturna, ya que, Teleprensa seguía transmitiendo su edición estelar en el mediodía. Esto generó que Canal 12 se convirtiera en un firme competidor para los canales 2, 4 y 6, es decir de Telecorporación Salvadoreña.
Noticiero Al Día y Buenos días comienzan a acaparar la audiencia y la pauta publicitaria del canal. Desde el punto de vista noticioso, "Noticiero Al Día" cobra mayor rating comercial, por ello pasa a ser el espacio más importante del canal. Debido a este fenómeno, se busca crecimiento económico y se venden las acciones de Canal 12 al empresario Félix Mayorga Rivas, quien a su vez se las vende al empresario Jorge Emilio Zedán en noviembre de 1986.
En enero de 1987 Canal 12 sufre la primera de sus crisis ya que cuando Jorge Emilio Zedán compra la mayor parte las acciones del canal, comienza a realizar una serie de cambios en la estructura de este. Uno de los más notables cambios es la remoción de su cargo a algunos de los directores; se pide la renuncia a Julio Rank, al Director de Ventas y de Producción de ese entonces (Nacho Castillo siguió al frente del Noticiero al Día). Con Julio Rank, más de 30 empleados del canal deciden renunciar y apoyarlo en un nuevo proyecto de noticiero. Ese mismo año entra a formar parte de Canal 12, Mauricio Funes.
Canal 12 marca una etapa en la historia de la televisión salvadoreña en 1988 al ser el primer (y hasta la fecha el único en la historia) canal en transmitir las 24 horas del día.
Fue, desde el Noticiero Al Día, y posteriormente en la Entrevista Al Día; desde donde Jorge Emilio Zedán apadrina al periodista Mauricio Funes, quien cuestionaba el actuar del gobierno, denunciaba los abusos y ejercía un periodismo imparcial (algo impensable en esa época en la sociedad salvadoreña). Esto le valió a Jorge Emilio Zedán muchas presiones, a las que el empresario jamás cedió. Algunos atribuyen a esta conducta rebelde al poder, su secuestro en julio de 2000; del cual, luego del pago de un alto rescate, salió libre.
El apadrinamiento y protección, de un empresario exitoso como Jorge Emilio Zedán, a la carrera del periodista Mauricio Funes dio sus frutos. No sólo Canal 12 se convirtió en la voz alternativa del país, lo que le valió muchos premios y reconocimientos a Jorge Emilio Zedán (como el premio al Periodismo María Moors Cabot o el nombramiento como Hijo Meritísimo de El Salvador), sino que, años más tarde (unos años antes de morir), Jorge Emilio Zedán vio a su apadrinado y protegido, Mauricio Funes, convertirse en el presidente de la República de El Salvador.
En 1993, Nacho Castillo deja la dirección del Noticiero al Día y decide fundar otro canal de televisión (Megavisión El Salvador) y con él, más de 45 personas renuncian a sus cargos y se organizan para fundar dicho canal. Varios periodistas y presentadores desaparecen de la pantalla de Canal 12.

### Nueva generación
En mayo de 1996 Canal 12 firma una alianza estratégica con la segunda televisora mexicana más importante: TV Azteca.
Producto de dicha alianza, el miércoles 1 de enero de 1997, TV Azteca adquirió el 75% de las acciones de Canal 12 y se convirtió en el accionista mayoritario, en sociedad con Jorge Emilio Zedán y el también empresario salvadoreño-palestino Armando Bukele Kattán (padre del actual presidente de El Salvador Nayib Bukele).
Con este cambio, Canal 12 pasa a ser TV Doce y Noticiero al Día pasa a llamarse Noticiero Hechos, manteniéndose todavía como un referente de la televisión salvadoreña.
Los cambios que se realizaron dentro de la nueva administración, permitieron que TV Doce tuviese la capacidad de cubrir todo el país con una señal 100% digital -bajo la norma estadounidense ATSC y desde el 2017 bajo la norma japonesa-brasileña SBTVD o ISDB-Tb-, teniendo como resultado una imagen de gran calidad para los televidentes. TV Doce fue uno de los primeros canales en lograr este liderazgo de calidad a nivel centroamericano.
En septiembre de 1999 TV Doce se convierte en el primer canal salvadoreño capaz de realizar un reportaje de la República Popular China y en noviembre de 2000 fue el único medio salvadoreño que realizó una entrevista exclusiva al líder cubano Fidel Castro.
En diciembre de 2003 TV Doce comenzó a formar parte de la empresa As Media con sede en Puebla de Zaragoza, México, debido a que As Media adquirió las acciones de TV Azteca de Puebla. Con este cambio, TV Doce volvió a llamarse Canal 12 y dejó de transmitir las 24 horas -actualmente transmite de lunes a viernes de 5:30 a.m. a 12:00 a.m. y fines de semana de 6:00 a.m. a 12:00 p.m.-. As Media se mantuvo como propietaria de Canal 12 entre diciembre de 2003 y mayo de 2015.
En mayo de 2015 según algunos medios digitales, Canal 12 fue presuntamente adquirido por la multinacional guatemalteca-mexicana-estadounidense de medios Albavisión, dicha información ya fue confirmada por las nuevas autoridades del canal (salvo por el entonces director del canal, el mexicano Jorge Carbajo, ya que él no había sido removido de su cargo al comprar el canal) en noviembre de 2015 en un importante espacio de opinión transmitido en una radioemisora perteneciente a una cadena radial aliada pero ajena de la que pertenece el canal.
El 19 de enero de 2016 se confirmó oficialmente la adquisición de Canal 12 por parte de Albavisión, pues ese día se publicaron en los periódicos de mayor circulación y en redes sociales artículos en los cuales informaban que el 18 de enero se fundó la empresa Red Salvadoreña de Medios (RSM), holding al que desde entonces pertenece el canal, esta información también se puede comprobar en la página oficial de Albavisión.

## Programación
Canal 12 cuenta con una variada programación en telenovelas, series, infantiles, películas, deportes y también cuenta con producciones nacionales.

### Programas nacionales
- Noticiero Hechos A.M.
- Noticiero Hechos de la Tarde
- Noticiero Hechos de la Noche
- Noticiero Hechos Fin de Semana
- Pizarrón Deportivo
- Pop 12
- Hola El Salvador
- Noticiero Hechos Al Sur de la Frontera (informe especial sobre la llegada ilegal de emigrantes centroamericanos a los Estados Unidos, en coproducción con VTV (Honduras) y Canal 3 (Guatemala))

### Programas internacionales
- Alto al crimen
- El conciertazo
- El desafío
- Fear Factor MTV
- Los hombres de Paco
- Saber y ganar
- The Rookie

### Telenovelas turcas
- Elif
- Legado de Amor
- Hercai
- Perdóname
- Tierra Amarga

### Dibujos animados
- 3,2,1, Vamos
- Bakugan
- Beyblade
- Don Gato y su pandilla
- El Correcaminos
- El Mundo de Elmo
- El show de Bugs Bunny
- El show de Tom y Jerry
- Kamen Rider
- Los Picapiedra
- Medabots
- Plaza Sésamo
- Pinky Dinky Doo
- Popeye
- Warner Cartoons

### Bloque de películas
- Acción 12
- Cine 12
- Cinema 12

### Deportes
- Juegos Olímpicos (debutó en 2020)

## Propietarios
| Periodo       | Propietario              |
| ------------- | ------------------------ |
| 1984-1985     | Felix Castillo Mayorga   |
| 1985-1997     | Jorge Emilio Zedán Ortiz |
| 1997-2003     | TV Azteca                |
| 2003-2015     | As Media                 |
| 2015-presente | Albavisión               |

## Eslóganes
| Periodo              | Eslogan                    |
| -------------------- | -------------------------- |
| 1984-1985; 1990-1991 | La señal salvadoreña       |
| 1985-1986            | Canal 12 se atreve         |
| 1986-1991            | Lo hacemos aquí            |
| 1991-1997            | Un gran canal              |
| 1997-2003            | Muévete al Doce/Es TV Doce |
| 2005-2009            | Solo por Canal 12          |
| 2009-2013            | Enciende tu tele           |
| 2013-2018            | ¡Va con vos!               |
| 2013-2018            | ¡El 12 va con vos!         |
| 2018-2025            | El 12 va con vos           |
| 2025-presente        | El 12 Está con vos         |

## Logotipos

1984-1989
1989-1991
1991-1997
1997-2003
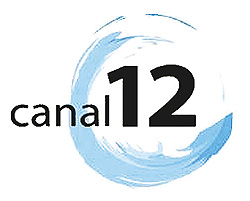
2003-2009
2009-2018
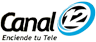
2010-2013
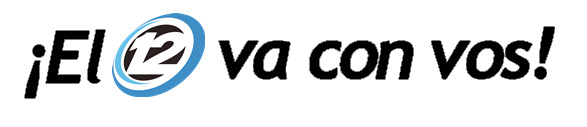
2013-2018
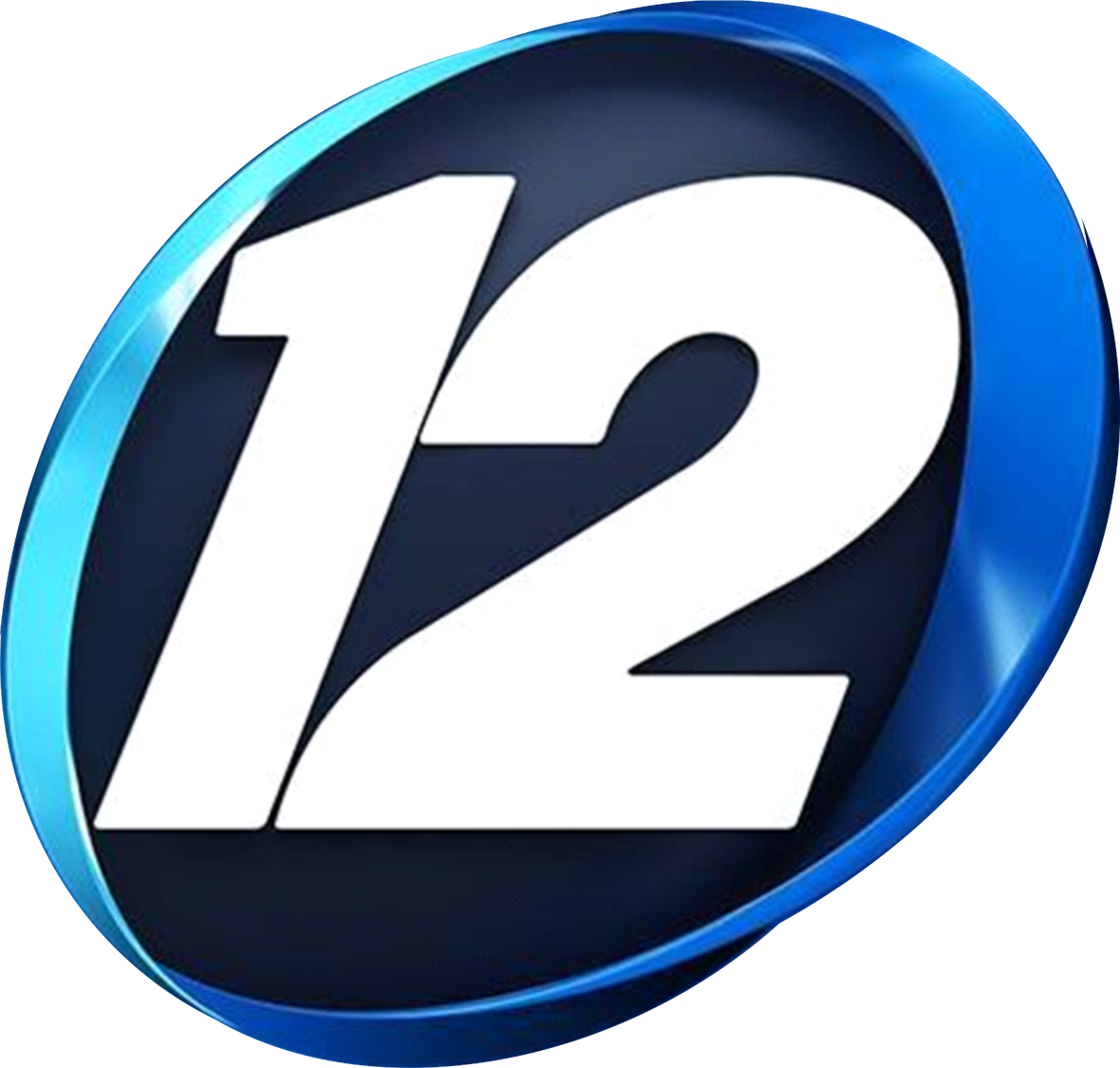
2018-2023
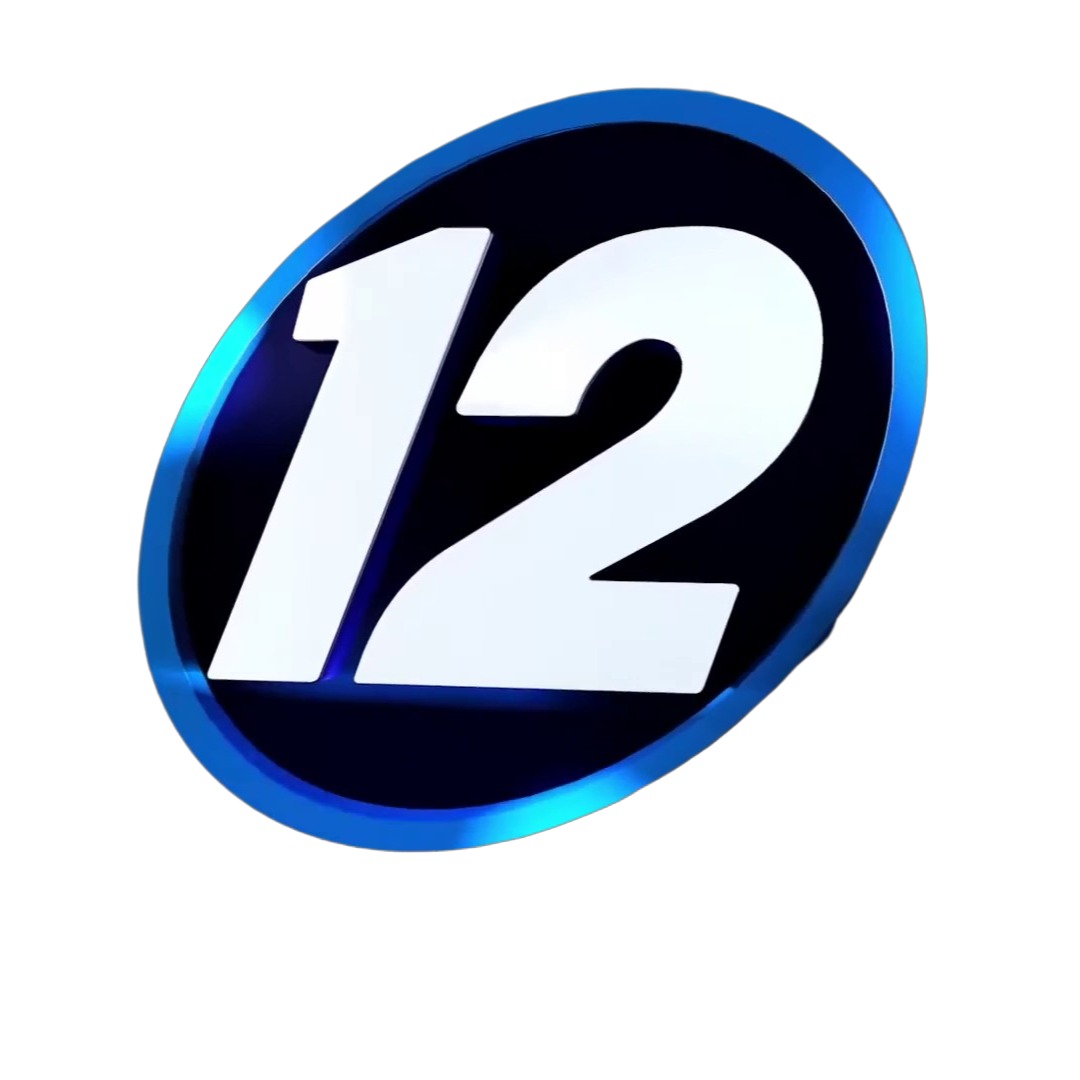
2023-2025
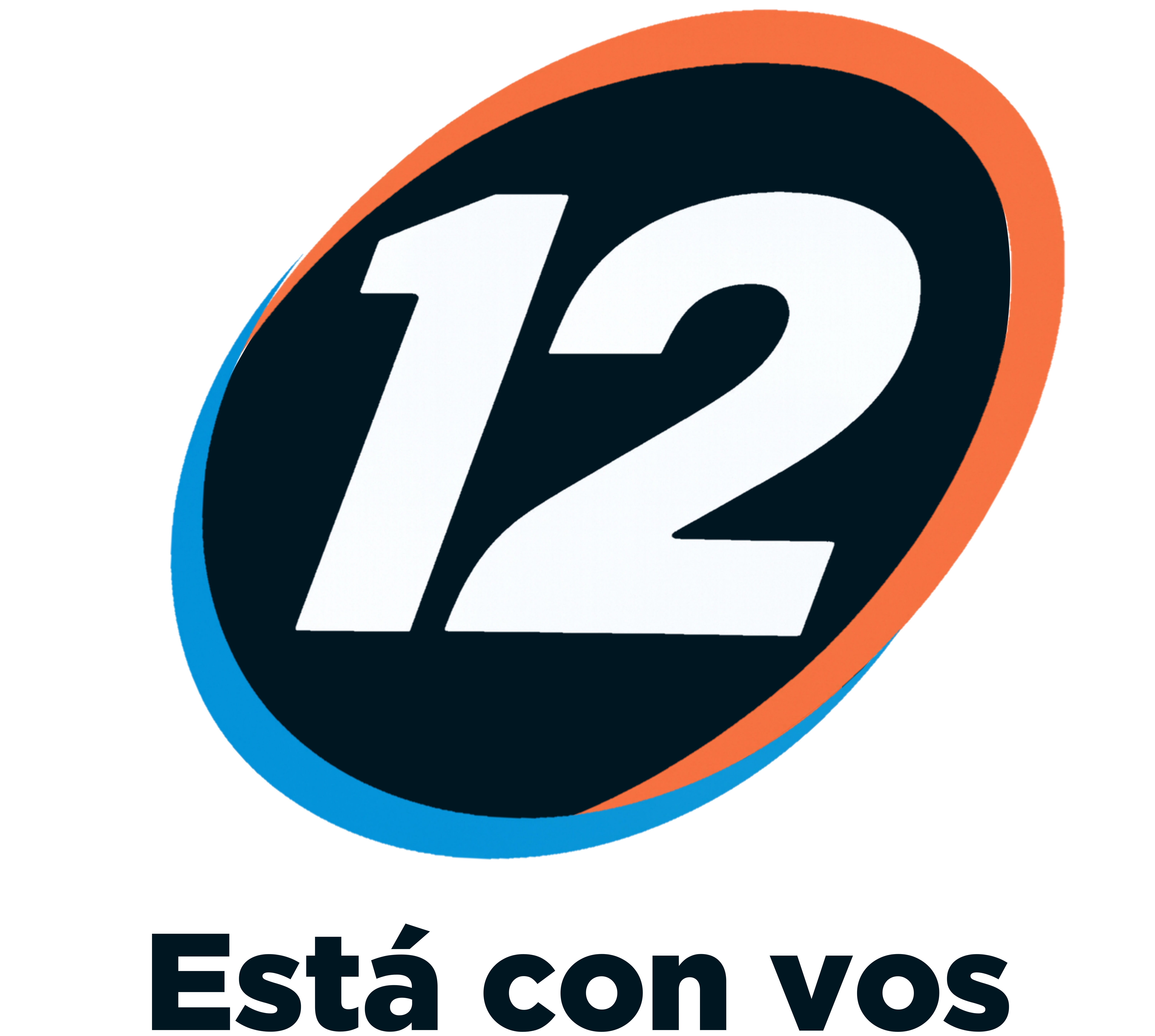
2025-Presente